# Abraham A. Ribicoff
Abraham Alexander Ribicoff, född 9 april 1910, död 22 februari 1998, var en amerikansk politiker, ledamot av USA:s representanthus och senat, guvernör i Connecticut och ledamot i John F. Kennedys regering.

## Barndom och uppväxt
Ribicoff föddes i New Britain, Connecticut och var barn till de polsk-judiska immigranterna Abraham A. Ribicoff, fabriksarbetare, och Rose Sable Ribicoff. Han gick i lokala, offentliga skolor. Hans relativt fattiga föräldrar satte högt värde på utbildning och insisterade på att allt det han tjänade när han arbetade extra under uppväxtåren skulle sparas till hans framtida utbildning. Efter high school arbetade han ett år i en närliggande fabrik för G. E. Prentice Company för att tjäna extra pengar till universitetsstudier. Han började läsa vid New York University 1928, och fortsatte senare vid University of Chicago, sedan Prentice Company utnämnt honom till chef för kontoret i Chicago. I Chicago klarade Ribicoff av såväl studier som arbete och fick börja vid universitetets juridiska fakultet redan innan han hade blivit klar med sin kandidatexamen.
Medan han fortfarande studerade gifte han sig med Ruth Siegel den 28 juni 1931, de kom att få två barn.
Ribicoff var redaktör för University of Chicago Law Review under sitt tredje år som juris student och fick sin juristexamen med höga betyg 1933. Han antogs till Connecticuts advokatsamfund samma år. Sedan han arbetat som advokat på en byrå i Hartford, satte han upp sin egen byrå, först i Kensington och senare i Hartford.

## Tidig politisk karriär
Ribicoff hade blivit intresserad av politik och valdes till Connecticuts parlament, där han tjänstgjorde från 1938 till 1942. Från 1941 till 1943 och åter från 1945 till 1947 var ha domare vid Hartford Police Court. Under sin politiska karriär hade han stöd av den mäktige ordföranden för Demokraterna i Connecticut, John Moran Bailey.
Ribicoff valdes till USA:s representanthus hösten 1948
och tjänstgjorde i två mandatperioder, från 1949 till 1953. Under den tiden satt han i representanthusets utskott för utrikespolitik (en position som normalt bara mer erfarna ledamöter får) och var generellt en lojal anhängare till president Trumans politik. Generellt ansågs han stå till vänster politiskt, men överraskade många när han motsatte sig ett förslag att anslå $32 miljoner till bygget av en damm i Enfield, Connecticut. Han menade att pengarna kunde göra mer nytta för militära ändamål och utrikespolitiska utgifter såsom Marshallplanen.
Han försökte 1952 utan framgång bli vald till senaten för att fylla en vakans, men förlorade mot Prescott Bush.

## Guvernör
Sedan Ribicoff återvänt till att arbeta som advokat i två år, kandiderade han i guvernörsvalet mot den sittande guvernören från Republikanen John Davis Lodge. Han vann valet med litet över tretusen röster. Han tillträdde som guvernör den 5 januari 1955.
I sin egenskap av guvernör möttes han snart av utmaningen att bygga upp delstaten igen efter förödande översvämningar på sensommaren och hösten 1955. Han lyckades få fram överenskommelser mellan de båda partierna om stöd till förstörda områden. Sedan nådde han framgång i sina försök att anslå mer av delstatens pengar till skolor och välfärdsprogram. Han stödde också en förändring i delstatens grundlag som möjliggjorde för mer lokalt självstyre.

## Ribicoff och Kennedy
Ribicoff valdes om med lätthet 1958, och hade blivit aktiv inom den federala politiken också. Han var sedan länge vän med senatorn John F. Kennedy och hade nominerat denne till vicepresidentkandidat vid Demokraternas nationella konvent 1956. Han var en av de första som offentligt gick ut med sitt stöd till Kennedys kampanj för att bli president.
När Kennedy blev president, fick Ribicoff välja den post i regeringen som han ville ha. Det sägs att han tackade nej till posten som justitieminister, eftersom han var rädd för att han som jude skulle skapa onödiga konflikter med den framväxande medborgarrättsrörelsen. Han valde att i stället bli minister för hälsa, utbildning och välfärd. Även om han lyckades få igenom en revidering av den federala socialtjänstlagen från 1935, som lättade upp kraven för att få stöd från kongressens fond för behövande barn, kunde Ribicoff inte få stöd för regeringens propositioner om läkarvård och stöd till skolor. Han tröttnade till slut på att försöka ta hand om sitt departement, som i hans ögon var för stort för att kunna styras väl.

## Senator
Ribicoff valdes till slut till senator 1962, då han ersatte Prescott Bush, som inte ställde upp till omval, och besegrade Republikanernas kandidat Horace Seely-Brown med 51% av rösterna. Han tjänstgjorde som senator från den 3 januari 1963 till den 3 januari 1981.
Som senator var Ribicoff från början anhängare av president Lyndon B. Johnsons program, men han vände sig senare mot Vietnamkriget och det sätt som Johnson skötte det. Han ansåg att det tog resurser som skulle behövas bättre i USA.
Vid Demokraternas nationella konvent 1968, under ett tal då han nominerade George McGovern, lämnade Ribicoff sitt manus och sade: "Om George McGovern vore president, skulle vi inte ha dessa Gestapo-fasoner på Chicagos gator." Många delegater på konventet, som hade blivit förskräckta över Chicagopolisens reaktion på antikrigsdemonstrationer, bröt genast ut i extatiska applåder. När TV-kameror zoomade in den förbannade borgmästaren i Chicago, Richard J. Daley, ansåg de som kunde läsa på läppar över hela USA att borgmästaren hade skrikit: "Fan för dig, din judiske fähund." De som försvarade borgmästaren hävdade senare att denne kallade Ribicoff en fuskare.
Ribicoff tillbringade resten av sin tid i senaten med att kämpa för sådana vänsterfrågor som skolintegration, välfärds- och skattereformer och konsumentskydd.
Inför presidentvalet 1972, när senatorn Thomas Eagleton hade dragit sig tillbaka från kandidaturen till vicepresident, frågade presidentkandidaten George McGovern Ribicoff (bland andra) om han ville ta Eagletons plats. Ribicoff tackade nej, och sade offentligt att han inte hade några ytterligare ambitioner för högre ämbeten. McGovern valde sedan Sargent Shriver som vicepresidentkandidat. Samma år, sedan Ribicoffs fru hade dött, gifte han sig med Lois Mell Mathes.
Den nuvarande senatorn för Connecticut Joe Lieberman jobbade i Ribicoffs kontor i senaten som sommarpraktikant, och träffade sin första fru, Betty Haas, där.

## Senare år
Ribicoff kandiderade inte till omval till senaten 1980 och slutade 1981. Han tog jobb som konsult på New York-advokatbyrån Kaye Scholer LLP och var ömsom i hemmet i Cornwall Bridge, Connecticut, och Manhattan.
Under senare år led han av effekten av Alzheimer. Han avled 1998 på Hebrew Home for the Aged i Riverdale i Bronx, New York. Han är begravd på Cornwall Cemetery.